# پروژه مد
پروژه مد یا پروژه باند (به انگلیسی: Project Runway) نام سریال تلویزیونی واقعی محصول کشور آمریکا است. این مسابقه که درباره طراحی مد است، قبلاً در شبکه «براوو»، برای رقابت و اجرای مسابقات به میزبانی و اجرای هایدی کلوم بواسطه طراحی مد بهترین لباس به‌وجود آمد. بر این اساس هر هفته یک یا چند نفر از شرکت‌کنندگان بر اساس قضاوت داوران حذف می‌شوند. که طی آن شرکت‌کنندگان در یک زمان مشخص و با وسایل و دستورالعمل‌های از پیش تعیین شده، باید بهترین لباس‌ها را طراحی کنند. همچنین طراح‌ها نیز مورد داوری قرار گرفته و هر هفته یک یا چند نفر از آن‌ها از دور مسابقه حذف می‌شوند.

## پخش در زمزمه
شبکه زمزمه حق پخش این برنامه را خریداری کرده بود و این برنامه مدتی از این شبکه پخش می‌شد.